# Región afromontana

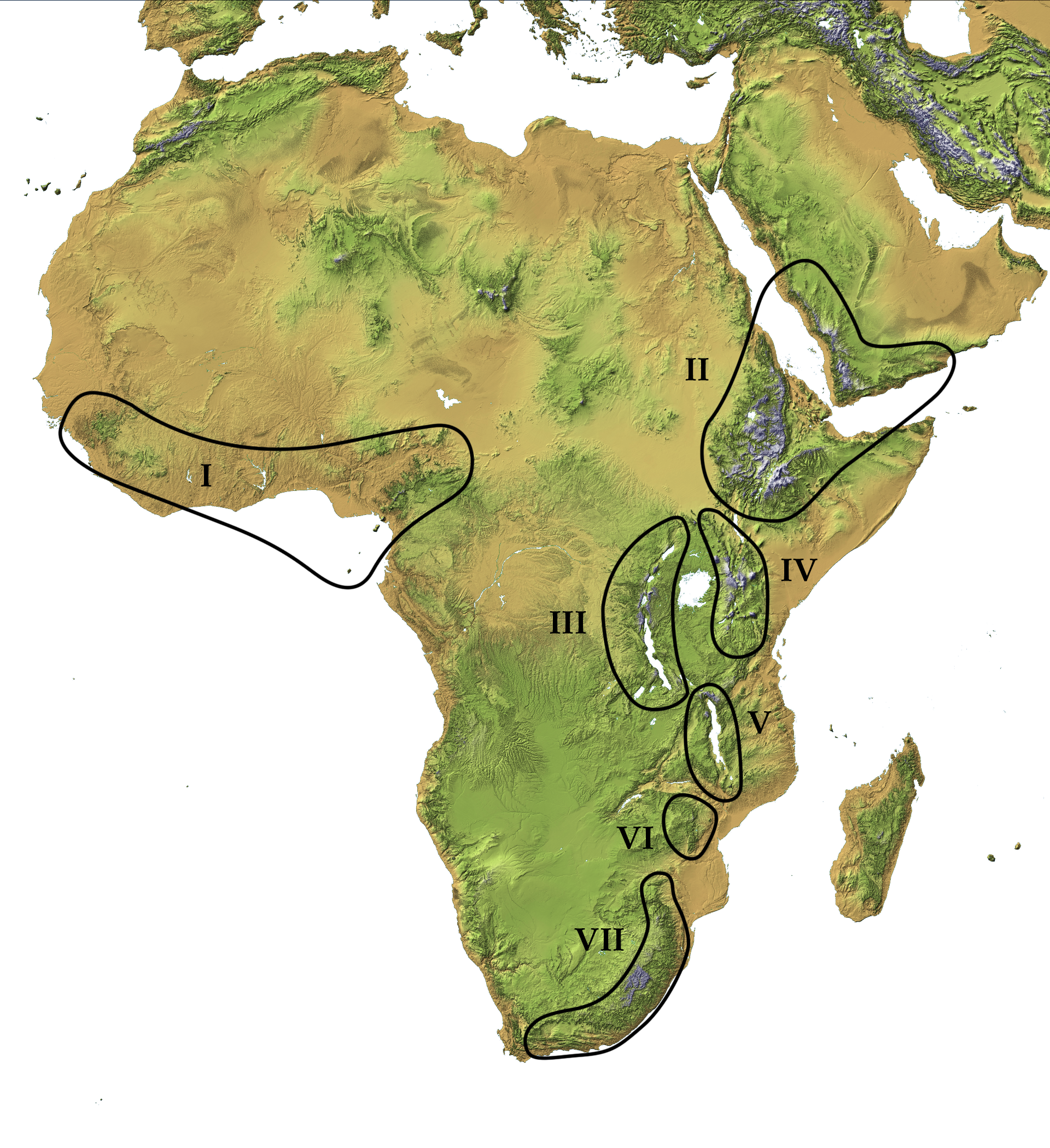
Zonas afromontanas. I. Mesetas de África occidental y del Camerún, II. mesetas de Etiopía y de Arabia, III. Rift occidental (Albertine), IV. Rift oriental, V. Rift meridional, VI. Mesetas orientales, VII. Drakensberg

Las regiones afromontanas son subregiones de la ecozona afrotropical, que contiene las especies de plantas y animales que se encuentran en las montañas de África y en la península arábiga meridional. Las regiones afromontanas de África son discontinuas, separadas unas de otras por áreas más bajas, y a veces se las conoce como el archipiélago afromontano, ya que su distribución es análoga a una serie de islas celestes.

## Geografía
Las comunidades afromontanas aparecen en altitudes de entre 1.500 y 2.000 metros cercanas al ecuador terrestre. Llegan a mucha menor altitud (300 m) en la Selva montana de Knysna y los montes Amatole de África del Sur. Los bosques afromontanos son generalmente más frescos y más húmedos que los de las tierras bajas que los rodean.

## Flora
Aparecen plantas de los géneros Podocarpus y Afrocarpus, junto con Prunus africana, Hagenia abyssinica, Juniperus procera, y el género del olivo, Olea spp.. A mayor altitud se da la flora Afroalpina.
Son endémicas afromontanas las familias de plantas Curtisiaceae y Oliniaceae mientras que Barbeyaceae es casi endémica. Los géneros de árboles Afrocrania, Balthasaria, Curtisia, Ficalhoa, Hagenia, Kiggelaria, Leucosidea, Platypterocarpus, Trichocladus, Widdringtonia, y Xymalos son endémicos afromontanos como también los géneros de plantas Ardisiandra, Cincinnobotrys, y Stapfiella.